# Pompejiwurm
Der Pompejiwurm (Alvinella pompejana) ist ein maritimer Ringelwurm, der in der Tiefsee heimisch ist. Sein Lebensraum sind hydrothermale Quellen im östlichen Pazifischen Ozean.

## Merkmale
Pompejiwürmer erreichen eine Länge von 10 bis 13 cm und haben eine weiß-graue Farbe. Sie sind dorsal mit symbiotischen Bakterienkolonien besetzt. Diese liefern den Würmern sämtliche Nährstoffe.
Um den Bakterien eine geeignete Umgebungstemperatur zu bieten, kühlen die Würmer ihren Organismus ab.

## Lebensweise
Die Pompejiwürmer leben in papierdünnen Röhren, die an den äußeren Schlotwänden von Schwarzen Rauchern (Black Smokers) bei Temperaturen um 80 °C (176 °F) fixiert sind. Der ausgestoßene „Rauch“ dieser hydrothermalen Quellen enthält nicht nur Schwefelwasserstoff, sondern auch Eisen. Bei der hohen Temperatur in den Röhren ist das Eisen im Wasser gelöst (Fe2+) und reagiert mit dem Schwefelwasserstoff zu Eisensulfid (FeS). Dadurch ist der giftige Schwefelwasserstoff in der unmittelbaren Umgebung des Wurms nur in Spuren vorhanden und kann dem Wurm nicht schaden.  Die in Gruppen lebenden Würmer haben sich den extremen Bedingungen ihrer Umgebung angepasst. Sie zählen zu den extremophilen Lebewesen.

## Fortpflanzung
Für die Eier der Pompejiwürmer wurde auch ein physiologischer Mechanismus nachgewiesen, der die Weiterverbreitung der Würmer sichert. Die Felder hydrothermaler Tiefseequellen sind nur ungefähr 20 Jahre lang aktiv, dann versiegen sie. An anderen, oft weit entfernten Stellen können jedoch durch die geotektonischen Kräfte entlang der mittelozeanischen Rücken neue Hydrothermalfelder entstehen. Wie die verschiedenen, meist sessil lebenden Mitglieder dieser extremophilen Lebensgemeinschaften die Entfernungen überbrücken können, ist bisher nicht für alle Arten erforscht. Für Alvinella hat Florence Pradillon von der Université Pierre et Marie Curie in Paris gezeigt, dass die Eier bei zwei Grad Celsius – das ist unter dem Druck der Tiefsee die „normale“ Wassertemperatur – ihre Entwicklung einstellen und in eine Art Ruhezustand übergehen. Die 150 Mikrometer großen Eier können dann mit der Strömung über weite Strecken transportiert werden. Erst wenn sie wieder in der Nähe eines Schwarzen Rauchers landen, leitet der Wärmeimpuls der heißen Quellen ab etwa 10 °C die Weiterentwicklung der Eier ein.

## Entdeckungsgeschichte
Der Pompejiwurm wurde im Jahre 1980 von den französischen Biologen Daniel Desbruyéres und Lucien Laubier nahe der Galapagosinseln entdeckt und beschrieben. Seinen Namen bekam er, weil er ebenso wie die Einwohner Pompejis, am Fuße eines vulkanischen Schlots, in diesem Fall eines Schwarzen Rauchers, lebt. Die Gattung Alvinella bekam ihren Namen von dem bemannten Tiefseeforschungsboot DSV Alvin, von dem aus die Würmer an den hydrothermalen Quellen entdeckt und aufgesammelt werden konnten.